# Гарі Капеллі
Гарі Капеллі (хорв. Gari Cappelli; нар. 16 травня 1961, Малий Лошинь) — підприємець, політик, міський голова Малого Лошиня, депутат парламенту від ХДС, міністр туризму Хорватії в уряді Андрея Пленковича.

## Життєпис
По батьковій лінії має австрійські та італійські корені. За освітою інженер морського транспорту, закінчив морський факультет Рієцького університету в 1984 році. Працював матросом, пізніше, в 90-х роках, займався сімейним бізнесом у галузі туризму.
1992 року вступив у Хорватську демократичну співдружність., став головою її партійної організації у своєму рідному місті. З 1999 року працював кілька років у Генеральному консульстві Хорватії в Трієсті, де відповідав за економічні питання. Потім працевлаштувався в готельній мережі «JLH». 
У 2005 році вперше обраний мером рідного міста Малий Лошинь, переобраний на цю посаду на наступних виборах. Одночасно був головою ради з туризму цього міста. Обирався також депутатом хорватського парламенту шостого скликання (2008—2011 рр.), де був головою Комітету з туризму, членом Комітету з питань транспорту і Острівної ради парламенту Хорватії. У 2007—2011 роках був заступником голови наглядової ради мореплавної компанії «Jadrolinija». З 2012 року і дотепер — голова Комітету з туризму ХДС.
Володіє англійською, німецькою та італійською мовами. 